# Juddmonte Farms
Juddmonte Farms es una operación de cría de pura sangre inglés y cuadra de carreras fundada por el multimillonario saudita Khalid Abdullah (1937-2021).

## Historia
Fundada en 1977, consta de 7 yeguadas, 4 en Inglaterra, 2 en Irlanda y 1 en Kentucky. Con sus más de 200 yeguas de cría, Juddmonte Farms es considerada como una de las mejores yeguadas, y con mayor influencia del mundo.
Debido a los éxitos de sus caballos a ambos lados del Atlántico, Khalid Abdullah ha recibido numerosos premios, entre ellos, cuatro veces como Propietario del Año en los American Eclipse Awards y cinco veces como Criador del Año en Inglaterra, donde ha sido galardonado 3 veces como Mejor Propietario. Además, Khalid Abdullah, ganó el Premio al Mérito del Daily Telegraph en 2002 por su trabajo y en 2012 en honor a su campeón y semental Frankel . En Francia, donde ha ganado en cinco ocasiones la Estadística de Propietarios, ostenta el récord de victorias en el Prix de l'Arc de Triomphe, carrera que ganó por séptima vez en 2024 con Bluestocking.

## Premio y Galardones
Durante todos estos años, Juddmonte Farms ha obtenido gran variedad de premios relacionados con las carreras de caballos.
En el Reino Unido, Khalid Abdullah ha sido galardonado como Mejor Propietario en 2003, 2010 y 2011, con caballos como Oasis Dream, el ganador del Derby Workforce, Byword, Special Duty, Timepiece, Twice Over, Midday o el 10 veces ganador de Group 1 Frankel, que valorado con 147 por Timeform, sigue siendo a día de hoy, el caballo de carreras con mayor valor asignado en la historia. Fue también galardonada como Mejor Propietario en Irlanda en 1993.
En Francia, Khalid Abdullah ha ganado el título de Mejor Propietario en 2002, 2003, 2006, 2015 y 2017.
En Estados Unidos, ha ganado hasta el 16 ocasiones algún Eclipse Awards, de los cuales Mejor Criador en 1995, 2001, 2002, 2003 y 2009, así como Mejor Propietario en 1992, 2003, 2016 y 2017. En 2003, ganó el Belmont Stakes, con Empire Maker y también la Breeders' Cup Filly & Mare Turf en 2001, 2005 y 2009 con Banks Hill, Intercontinental y Midday. Juddmonte Farms también ganó la Breeders' Cup Classic con Arrogate en 2016, la Breeders' Cup Mile con Expert Eye y la Breeders' Cup Turf con Enable en 2018.
En Irlanda fue Mejor Propietario en 1993.
A día de hoy, los caballos del Príncipe Khalid Abdullah y de Juddmonte han ganado 21 premios Cartier Racing Award, también conocidos como los Premios al Mejor Caballo Europeo del Año, incluyendo a Mejor Caballo del Año (Frankel (2 veces), Kingman, y Enable), Mejor Potro de 3 Años (Commander in Chief, Workforce, Frankel y Kingman), Mejor Potranca de 3 años (Banks Hill y Enable), Mejor Potro de 2 Años (Zafonic y Frankel), Mejor Potranca de 2 años (Special Duty), Mejor Caballo de Edad del Año (Frankel, Noble Mission, Enable), Mejor Sprinter del Año (Oasis Dream) y Premio Al Mérito.
Hasta en 4 ocasiones, un caballo con el sello Juddmonte ha liderado los IFHA World's Best Racehorse rankings: Frankel en 2011–12 y Arrogate en 2016–17.

## Principales victorias
Francia
- Prix de l'Arc de Triomphe – 7 – Rainbow Quest (1985), Dancing Brave (1986), Rail Link (2006), Workforce (2010), Enable (2017, 2018), Bluestocking (2024)
- Prix du Jockey Club – 2 – Sanglamore (1990), New Bay (2015)
- Prix de Diane – 2 – Jolypha (1992), Nebraska Tornado (2003)
- Poule d'Essai des Poulains – 1 – American Post (2004)
- Poule d'Essai des Pouliches – 3 – Houseproud (1990), Zenda (2002), Special Duty (2010)
- Grand Prix de Paris – 4 – Beat Hollow (2000), Rail Link (2006), Zambezi Sun (2007), Flintshire (2013)
- Critérium de Saint-Cloud – 4 – Miserdan (1988), Sunshack (1993), Passage of Time (2006) Epicuris (2014)
- Prix du Moulin de Longchamp – 3 – Rousillon (1985), All At Sea (1992), Nebraska Tornado (2003)
- Prix Jean-Luc Lagardère – 3 – Tenby (1992), American Post (2003), Full Mast (2014)
- Prix Royal-Oak – 3 – Raintrap (1993), Sunshack (1995), Ice Breeze (2017)
- Grand Prix de Saint-Cloud – 3 – Spanish Moon (2009), Noble Mission (2014), Westover (2023)
- Prix Vermeille – 3 – Jolypha (1992), Midday (2010), Bluestocking (2024)
- Prix de la Salamandre – 2 – Zafonic (1992), Xaar (1997)
- Prix d'Ispahan – 2 – Sanglamore (1991), Observatory (2001)
- Prix Marcel Boussac - Critérium des Pouliches – 2 – Ryafan (1996), Proportional (2008)
- Prix Jean Romanet – 2 – Announce (2011), Romantica (2013)
- Prix Jacques Le Marois – 2 – Banks Hill (2002), Kingman (2014)
- Prix Morny – 1 – Zafonic (1992)
- Prix de la Forêt – 1 – Étoile Montante (2003)
- Prix du Cadran – 1 – Reefscape (2005)
- Prix Jean Prat – 1 – Mutual Trust (2011)

 Reino Unido
- Derby de Epsom – 3 – Quest for Fame (1990), Commander in Chief (1993), Workforce (2010)
- Oaks de Epsom – 2 – Reams of Verse (1997), Enable (2017)
- 2000 Guineas – 5 – Known Fact (1980), Dancing Brave (1986), Zafonic (1993), Frankel (2011), Chaldean (2023)
- 1000 Guineas – 2 – Wince (1999), Special Duty (2010)
- St. Leger Stakes – 2 – Toulon (1991), Logician  (2019)
- Sussex Stakes – 6 – Rousillon (1985), Warning (1988), Distant View (1994), Frankel (2011, 2012), Kingman (2014)
- Dewhurst Stakes – 5 – Zafonic (1992), Xaar (1997), Distant Music (1999), Frankel (2010), Chaldean (2022)
- King George VI and Queen Elizabeth Diamond Stakes – 4 – Dancing Brave (1986), Enable (2017, 2019, 2020)
- Racing Post Trophy – 4 – Alphabatim (1983), Bakharoff (1985), Armiger (1992), American Post (2003)
- Nassau Stakes – 4 – Midday (2009, 2010, 2011), Winsili (2013)
- Champion Stakes – 4 – Twice Over (2009, 2010), Frankel  (2012), Noble Mission (2014)
- Yorkshire Oaks – 4 – Quiff (2004), Midday (2010), Enable (2017, 2019)
- Haydock Sprint Cup – 3 – Dowsing (1988), Danehill (1989), African Rose (2008)
- Queen Elizabeth II Stakes – 3 – Warning (1988), Observatory (2000), Frankel (2011)
- Eclipse Stakes – 3 – Dancing Brave (1986), Twice Over (2010), Enable (2019)
- Coronation Cup – 2 – Rainbow Quest (1985), Sunshack (1995)
- Middle Park Stakes – 2 – Known Fact (1979), Oasis Dream (2002)
- Cheveley Park Stakes – 2 – Prophecy (1993), Special Duty (2009)
- International Stakes – 2 – Twice Over (2011), Frankel (2012)
- St. James's Palace Stakes – 2 – Frankel (2011), Kingman (2014)
- Fillies' Mile – 2 – Reams of Verse (1996), Quadrilateral (2019)
- Coronation Stakes – 1 – Banks Hill (2001)
- July Cup – 1 – Oasis Dream (2003)
- Nunthorpe Stakes – 1 – Oasis Dream (2003)
- Prince of Wales's Stakes – 1 – Byword (2010)
- Falmouth Stakes – 1 – Timepiece (2011)
- Queen Anne Stakes – 1 – Frankel (2012)
- Lockinge Stakes – 1 – Frankel (2012)
- British Champions Fillies' and Mares' Stakes – 1 – Kalpana (2024)

 Irlanda
- Irish Derby – 2 – Commander in Chief (1993), Westover (2022)
- Irish Oaks – 3 – Wemyss Bight (1993), Bolas (1994), Enable (2017)
- Irish 2000 Guineas – 2 – Kingman (2014), Siskin (2020)
- Phoenix Stakes – 3 – Digamist (1987), Siskin (2019), Babouche (2024)
- Pretty Polly Stakes – 2 – Promising Lead (2008), Bluestocking (2024)
- Tattersalls Gold Cup – 1 – Noble Mission (2014)
- Matron Stakes – 1 – Emulous (2011)

 Estados Unidos
- Kentucky Derby – 1 – Mandaloun (2021)
- Belmont Stakes – 1 – Empire Maker (2003)
- Breeders' Cup Filly & Mare Turf – 3 – Banks Hill (2001), Intercontinental (2005), Midday (2009)
- Breeders' Cup Turf – 1 – Enable (2018)
- Breeders' Cup Classic – 1 – Arrogate (2016)
- Breeders' Cup Mile –1 – Expert Eye (2018)
- Breeders' Cup Sprint – 1 – Elite Power (2022)
- Breeders' Cup Distaff – 1 – Idiomatic (2023)
- Pacific Classic – 4 – Tinners Way (1994), Tinner's Way (1995), Skimming (2000, 2001)
- Arlington Million – 3 – Chester House (2000), Beat Hollow (2002), Set Piece (2023)
- Hollywood Gold Cup – 2 – Marquetry (1991), Aptitude (2001)
- Man O' War Stakes – 2 – Defensive Play (1990), Cacique (2006)
- Wood Memorial Stakes – 2 – Empire Maker (2003), Tacitus (2019)
- Jockey Club Gold Cup – 1 – Aptitude (2001)
- Kentucky Oaks –1 – Flute (2001)
- Beverly D. Stakes – 1 – Heat Haze (2003)
- Florida Derby – 1 – Empire Maker (2003)
- Travers Stakes – 1 – Arrogate (2016)
- Pegasus World Cup – 1 – Arrogate (2017)
- Haskell Stakes – 1 – Mandaloun (2021)
- Matriarch Stakes – 6 – Wandesta (1996), Ryafan (1997), Heat Haze (2003), Intercontinental (2004), Price Tag (2006), Ventura (2009)
- Yellow Ribbon Stakes – 5 – Super Staff (1992), Ryafan (1997), Spanish Fern (1999), Tates Creek (2003), Light Jig (2004)
- Just A Game Stakes – 4 – Intercontinental (2004), Ventura (2008), Proviso (2010), Antonoe (2017)
- Diana Stakes – 4 – Tates Creek (2002), Proviso (2010), Whitebeam (2023, 2024)
- Hollywood Turf Cup Stakes – 3 – Alphabatim (1984, 1986), Champs Élysées (2008)
- Charles Whittingham Memorial Handicap – 3 – Exbourne (1991), Quest For Fame (1992), Midships (2009)
- Frank E. Kilroe Mile Handicap – 3 – Tychonic (1996), Decarchy (2002) Proviso (2010)
- Ogden Phipps Handicap – 3 – Sightseek (2003, 2004), Close Hatches (2014)
- Manhattan Handicap – 3 – Beat Hollow (2002), Cacique (2006), Flintshire (2016)
- Eddie Read Handicap – 2 – Marquetry (1992), Expelled (1997)
- United Nations Stakes – 2 – Exbourne (1991), Senure (2001)
- Beldame Stakes – 2 – Sightseek (2003, 2004)
- First Lady Stakes – 2 – Intercontinental (2005), Proviso (2010)
- Sword Dancer Invitational Handicap – 2 – Flintshire (2015, 2016)
- Humana Distaff Handicap – 2 – Sightseek (2003), Paulassilverlining (2017)
- Personal Ensign Stakes – 2 – Close Hatches (2014), Idiomatic (2023)
- Spinster Stakes – 2 – Emollient (2013), Idiomatic (2023)
- San Antonio Handicap – 1 – Hatim (1986)
- Flower Bowl Invitational Stakes – 1 – Yashmak (1997)
- Queen Elizabeth II Challenge Cup Stakes – 1 – Ryafan (1997)
- Shadwell Turf Mile Stakes – 1 – Kirkwall (1999)
- Clement L. Hirsch Turf Championship Stakes – 1 – Senure (2001)
- Alabama Stakes – 1 – Flute (2001)
- Woodford Reserve Turf Classic – 1 – Beat Hollow (2002)
- Secretariat Stakes – 1 – Chiselling (2002)
- Gamely Stakes – 1 – Tates Creek (2003)
- Cotillion Handicap – 1 – Close Hatches (2013)
- Mother Goose Stakes – 1 – Close Hatches (2013)
- Hollywood Derby – 1 – Seek Again (2013)
- Ashland Stakes – 1 – Emollient (2013)
- American Oaks – 1 – Emollient (2013)
- Rodeo Drive Stakes – 1 – Emollient (2014)
- Apple Blossom Handicap – 1 – Close Hatches (2014)
- Vinery Madison Stakes – 1 – Paulassliverlining (2017)
- Derby City Distaff Stakes – 1 – Obligatory (2022)
- La Troienne Stakes – 1 – Idiomatic (2024)

 Canadá
- Canadian International Stakes – 3 – French Glory (1990), Raintrap (1994), Champs Élysées (2009)
- Northern Dancer Breeders' Cup Turf – 2 – Champs Élysées (2008), Redwood (2010)
- Woodbine Mile – 1 – Ventura (2009)

 Emiratos Árabes Unidos
- Dubai World Cup – 2 – Arrogate (2017), Laurel River (2024)
- Dubai Sheema Classic – 1 – Polish Summer (2004)
- Dubai Duty Free – 1 – Cityscape (2012)

 Hong Kong
- Hong Kong Vase – 1 – Flintshire (2014)